# Кубок Руди Хити
Ку́бок Ру́ди Хи́ти (словен. Poletna liga Rudi Hiti — Летняя лига Руди Хити) — ежегодный клубный турнир по хоккею, проводящийся с 1992 в Бледе (Словения). Проходит в конце августа и служит для клубов подготовкой перед началом нового сезона. Турнир носит имя Руди Хити как дань уважения одному из лучших словенских игроков всех времён.
Турнир, как правило, посещают два лучших клуба Словении, «Есенице» и «Олимпия», и несколько австрийских команд, чаще всего «Клагенфурт», а иногда и клубы из других стран. В 2001 в турнире принял участие российский ЦСКА, который и стал победителем.
Наибольшее число побед на турнире имеют «Есенице» и «Клагенфурт» (по пять), у последнего — вместе с победой в 2003, когда турнир официально был отменён после отказа от участия «Есенице», однако тогда при скромной конкуренции двух клубов и молодёжной сборной он был сыгран неофициально. Другие неоднократные победители — это «Олимпия» с тремя победами и «Филлах» с двумя.
Место проведения — Ледовый Дворец Бледа (словен. Hokejska dvorana Bled), вмещающий 1 736 зрителей.

## Победители
| Год  | Победитель               |
| ---- | ------------------------ |
| 1992 | Есенице                  |
| 1993 | Есенице                  |
| 1994 | Торпедо Усть-Каменогорск |
| 1995 | Клагенфурт               |
| 1996 | Блед                     |
| 1997 | Клагенфурт               |
| 1998 | Клагенфурт               |
| 1999 | Клагенфурт               |
| 2000 | Олимпия                  |
| 2001 | ЦСКА Москва              |
| 2002 | Олимпия                  |
| 2003 | Клагенфурт               |
| 2004 | Олимпия                  |
| 2005 | Есенице                  |
| 2006 | Есенице                  |
| 2007 | Бриансон                 |
| 2008 | Филлах                   |
| 2009 | Есенице                  |
| 2010 | Филлах                   |